# 张锡俦
张锡俦（1905年—1989年5月5日），又名张锡畴，字继纯，男，四川涪州（今重庆市涪陵区）人，中华人民共和国俄文翻译家、北京外国语学院院长。

## 生平
1905年（清朝光绪31年）生于四川涪州沙溪沟李家院（今重庆市涪陵区龙桥街道）。1923年，在涪陵县立中小合校（由涪陵县中、涪陵高小合并组建，今涪陵五中的前身）学习时，与部分学生发动“择师”运动。1924年初，张锡俦等学生因为响应北京、上海等地工人及学生抵制日货的运动，到停在涪陵港口的日本客轮上检查，而遭校方开除学籍。此后，张锡俦到重庆川东师范学校学习。在校期间，受萧楚女等人影响，加入中国社会主义青年团，后成为重庆学生运动领袖之一。
1925年10月左右，张锡俦受组织派遣，自重庆回涪陵选举四川出席中国国民党第二次全国代表大会代表，协助建立中国国民党涪陵县党部（由中国国民党左派控制）。1926年1月，经童庸生介绍加入中国共产党。在此前后，张锡俦曾任重庆学联主席、中国共青团重庆地委学委书记、中共重庆地委组织部长等职。张锡俦、童庸生还是杨尚昆的入团、入党介绍人。
1927年冬，张锡俦受中共党组织派遣，到苏联莫斯科东方大学学习。1927年1月，张锡俦转入中国劳动者共产主义大学（原莫斯科中山大学）学习。毕业后，被分配到海参崴远东边疆苏兆征中国党校任教务主任、列宁主义教员。1931年，苏联伯力远东边疆共产主义大学的中国部、海参崴远东边疆国际师范大学中国部先后合并到该校，该校更名为“苏联远东边疆中国高级列宁学校”，张锡俦任校长。
1939年9月，张锡俦被调回莫斯科，任共产国际直属外文出版局编辑、翻译。在外文出版局期间，张锡俦将《日日夜夜》、《卓娅和舒拉的故事》、《青年近卫军》、《列宁是怎样工作的》等俄文著作译成中文。张锡俦还和师哲、谢唯真、李立三等人共同翻译校订了《列宁文选》两卷集，斯大林的《列宁主义问题》及《列宁传略》、《联共（布）党史简明教程》等著作。
苏德战争期间，1941年10月，德军进攻莫斯科，张锡俦到工厂做工，以支援前线。1946年6月，苏联最高苏维埃授予张锡俦卫国战争劳动奖章，共产国际外文出版局也给予奖励。
1948年2月，张锡俦回中国。此后，历任哈尔滨外国语专门学校第一副校长、东北财经委员会中属中长铁路沈阳办事处处长。其间，曾为蔡畅率领的中国民主妇女代表团、刘宁一率领的中华全国总工会代表团担任翻译，随团到东欧参加国际会议和访问。
1949年11月，张锡俦调任中共中央俄文编译局副局长。他还曾为党和国家领导人担任翻译，参与对联交往问题协调，协助国务院相关部门管理专家工作。
1953年2月，张锡俦兼任北京俄文专修学校党委书记。1954年6月，兼任北京俄文专修学校校长。1955年，北京俄文专修学校改为北京俄语学院，张锡俦继续兼任党委书记兼院长。1959年，北京俄语学院并入北京外语学院（1994年更名为北京外国语大学），张锡俦继续任党委书记（党委第一书记）兼院长。1964年8月，卸任党委书记职务，由罗士高接任，他仅任院长职务。
文化大革命中，北京外国语学院院长张锡俦被打成“李立三特务集团成员”，定为“苏修特务”，在秦城监狱关押8年。1975年5月获释后，被下放到湖北省黄冈地区参加生产劳动。1980年，张锡俦的冤案彻底平反，调回北京任北京外国语学院顾问。
1984年离休后，张锡俦应涪陵、重庆等地邀请，回到家乡参加地方召开的党史座谈会，向党史及文史等部门提供了不少历史资料。1987年，应杨尚昆之邀，回重庆参加了“三·三一惨案”暨杨闇公烈士牺牲60周年大会。1989年5月5日，张锡俦在北京逝世，享年84岁。

## 家庭
- 妻：柳博芙·德米特里耶夫娜·波兹涅耶娃，苏联汉学家。